# L-01A
docomo PRIME series L-01A（ドコモプライムシリーズ エル ゼロイチ エー）は、LGエレクトロニクスによって開発された、NTTドコモの第三世代携帯電話（FOMA）端末である。docomo PRIME seriesの端末。

## 概要
2008年冬モデル唯一のLGの音声端末で、同モデルで唯一海外メーカーでプロシリーズ以外に属するスライド型携帯電話。プライムシリーズ。
LGが世界展開している「SECRET」の日本版だが、ドコモ向けに大きくカスタマイズされている。
ディスプレイには強化ガラスおよびタッチパネルが採用され、一部の機能は画面をタッチすることで操作ができる。
また、約510万画素のメインカメラを搭載しており、QVGAサイズで120fpsの高フレームレート動画が撮影できる。
プライムシリーズに属しているものの、メインディスプレイは2.8インチワイドQVGAであり、海外メーカーの端末であるため、ドコモが発表した新サービスを始め、FeliCa、GPS、2in1など多くのサービスに非対応である。また、「プライムシリーズ」の端末の中で唯一Bluetoothを搭載していない。機能面ではプライムシリーズというよりもスタイルシリーズ寄りの内容となっている。そのために価格はプライムシリーズの中では比較的安価である。
また、LG製ドコモ端末としては初めて、ワンセグとフルブラウザの両方に対応している（これまではどちらか一方のみの対応だった）。
| 主な対応サービス                   | 主な対応サービス                                                    | 主な対応サービス                       | 主な対応サービス                                 |
| ---------------------------------- | ------------------------------------------------------------------- | -------------------------------------- | ------------------------------------------------ |
| タッチパネル                       | FOMAハイスピード7.2Mbps                                             | Bluetooth                              | DCMX／おサイフケータイ                           |
| iアプリオンライン／地図アプリ      | 直感ゲーム／メガiアプリ                                             | iウィジェット                          | マチキャラ／iコンシェル                          |
| ホームU／ポケットU                 | GPS／ケータイお探し                                                 | デコメール／デコメ絵文字／デコメアニメ | iチャネル                                        |
| 着もじ／プッシュトーク             | テレビ電話／キャラ電                                                | 電話帳お預かりサービス                 | フルブラウザ                                     |
| おまかせロック／バイオ認証         | 外部メモリーへiモードコンテンツ移行／ユーザーデータ一括バックアップ | トルカ                                 | iC通信／iCお引越しサービス                       |
| きせかえツール／ダイレクトメニュー | バーコードリーダ／名刺リーダ                                        | 2in1                                   | エリアメール／ソフトウェアーアップデート自動更新 |
| GSM／3Gローミング（WORLD WING）    | 着うたフル／うた・ホーダイ                                          | Music&Videoチャネル／ビデオクリップ    | デジタルオーディオプレーヤー(AAC)(SDオーディオ)  |

1. ↑  500KBまでのiアプリ対応。
2. ↑  文書ファイルは非対応
3. ↑  手動のみ対応。
4. ↑  音声番組のみ対応。

### プリインストールiアプリ
- Sudoku Cafe
- HalloweenFever
- Gガイド番組表リモコン
- FOMA通信環境アプリ

### ワンセグ機能
- マルチウィンドウ

## 歴史
- 2008年8月8日 - 技術基準適合証明（TELEC）通過。
- 2008年8月11日 - 電気通信端末機器審査協会（JATE）通過。
- 2008年10月18日 - 2008年度グッドデザイン賞受賞。
- 2008年11月5日 - F-01A・F-02A・F-03A・F-04A・N-01A・N-02A・N-03A・N-04A・P-01A・P-02A・P-03A・P-04A・P-05A・SH-01A・SH-02A・SH-03A・SH-04A・L-01A・HT-01A・HT-02A・Nokia E71・BlackBerry Boldの開発を発表。
- 2008年12月26日 - 発売開始。

## 不具合
2009年1月16日に以下の変更がソフトウェアの更新でなされた。
- 受信BOXに大量のデータが保存されている状態における、メール受信・iモード問い合わせの際のメール受信処理時間を短縮

2009年2月12日に以下の不具合の修正がソフトウェアの更新でなされた。
- L-01A端末本体に受信したメールが保存されている状態で、他の端末から赤外線通信などで新規メールを受信すると、既読メールの削除される順番が、古い日付順に削除されない場合がある
- メール作成時にデコメ絵文字選択画面を表示すると、端末がフリーズする場合がある
- 特定条件を満たすメッセージRを受信しようとすると、端末が再起動する

2009年10月6日に以下の不具合の修正がソフトウェアの更新でなされた。
- 電話帳およびメールがまれに表示されなくなる場合がある
- ディスプレイにメールマーク（アイコン）が表示されているのに、メールが受信できない場合がある
- iモードメールアドレスが文字化けして表示される場合がある

## その他
「タッチメディア」メニューにもタッチパネル操作対応のゲームが収録されている。
- 間違い探し
- 脳オン
- M-Toy